# Смілка широколиста

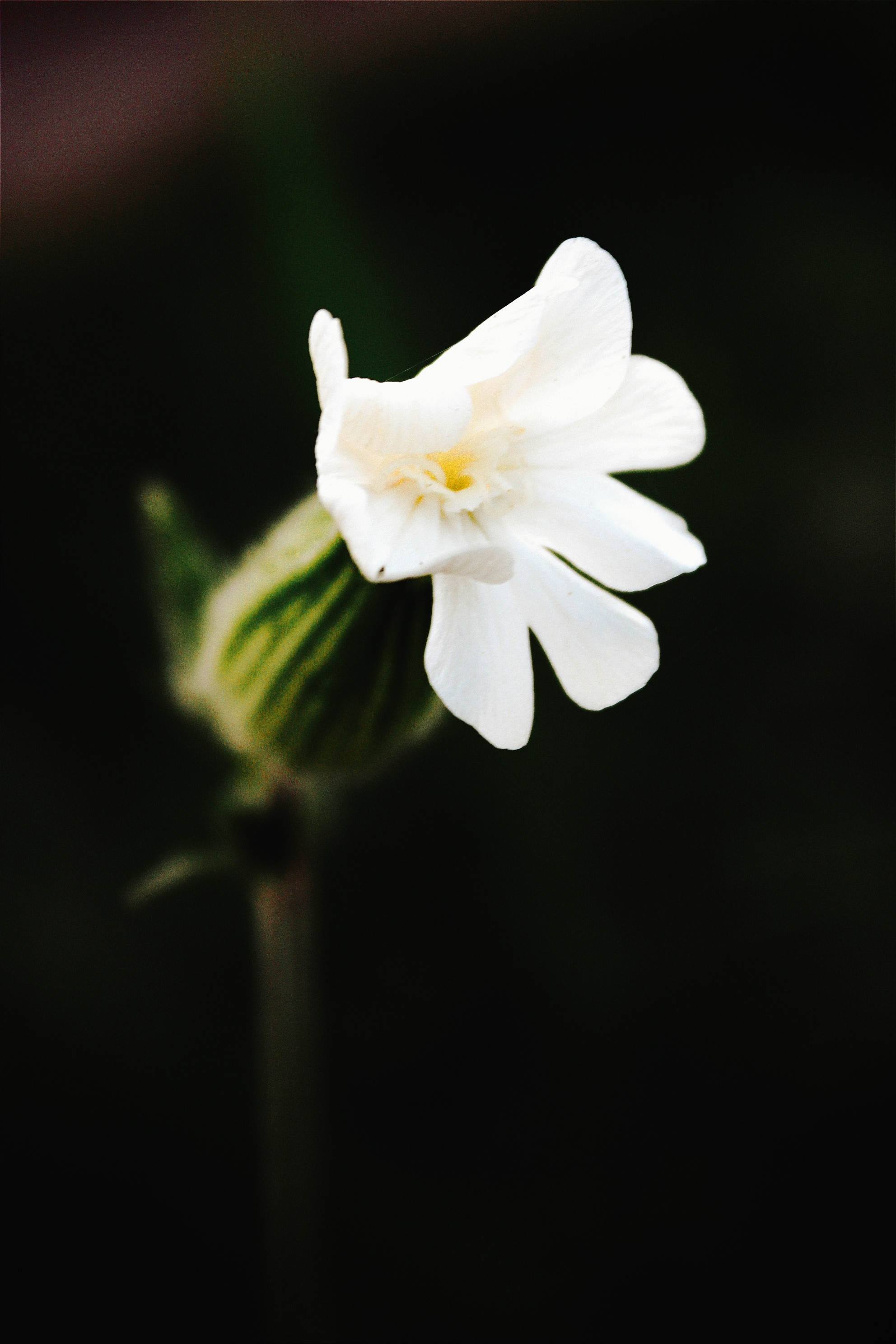
Silene latifolia

Смілка широколиста (Silene latifolia (Poir.), синоніми: смілка біла (Silene alba), меландріум білий (Melandrium album Mill., оберна широколиста (Oberna behen L.)), народні назви: кукіль, куколиця, сліпак) — дворічна дводомна рослина родини гвоздичних.

## Назва
Якщо обережно одірвати квіткову чашечку з частиною квітоніжки, щільно затиснути біля основи пелюстки, а потім ударити по долоні, на якій вона лежить, то вона лунко вибухне. Через це смілку в народі називають «хлопавкою».

## Морфологія
Стебло — висотою 40–100 см, висхідне, у верхній частині розгалужене. Листки — супротивні, еліптичні або еліптично-ланцетні, притиснуто-волосисті, нижні коротко-черешкові, верхні-сидячі. Суцвіття — квітки зібрані в суцвіття у вигляді напівзонтика, що формується з центрального стебла і бічних розгалужень. Пелюстки білі, іноді блідо-рожеві. Корінь — стрижневий.

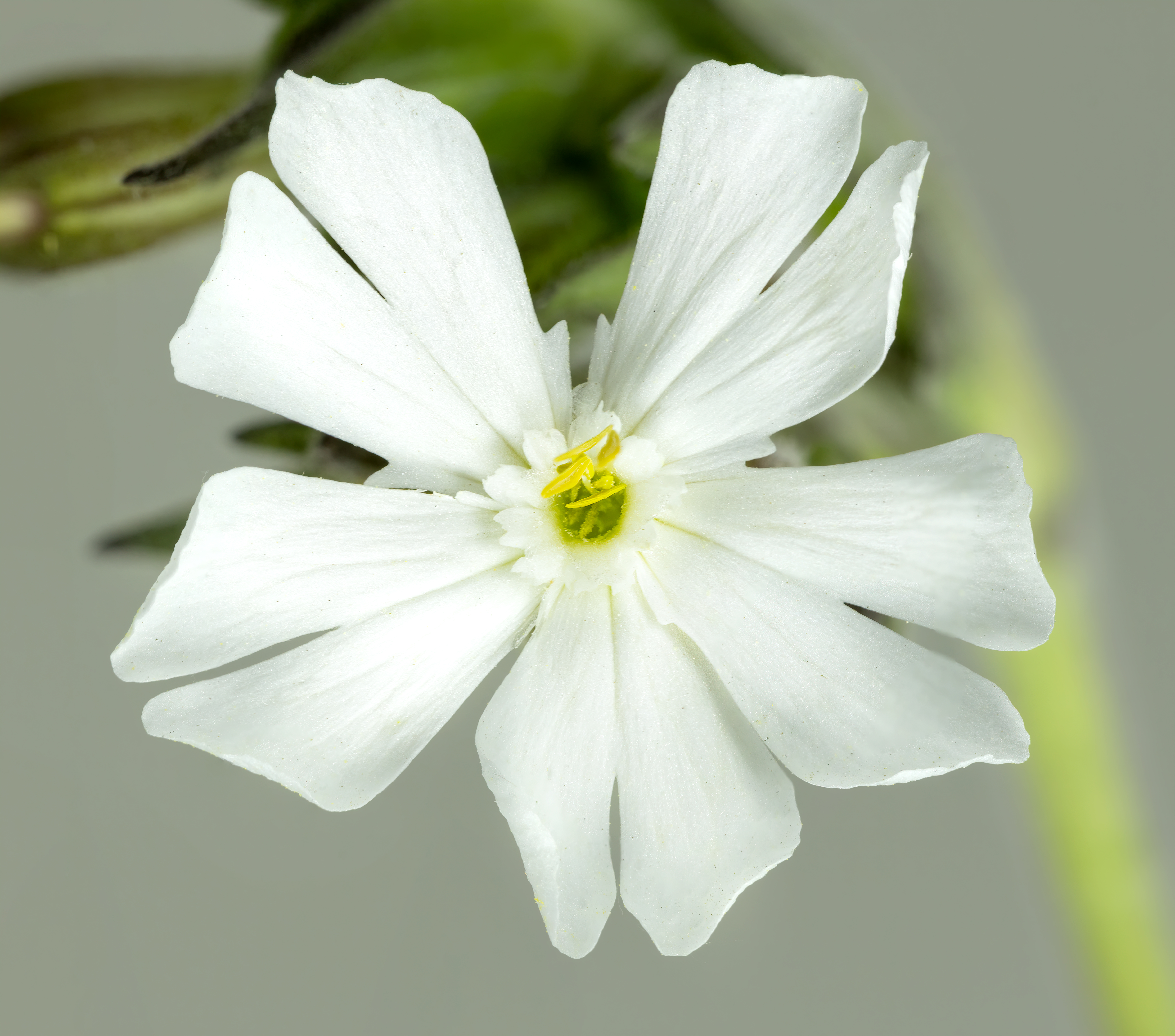
Silene latifolia ♂
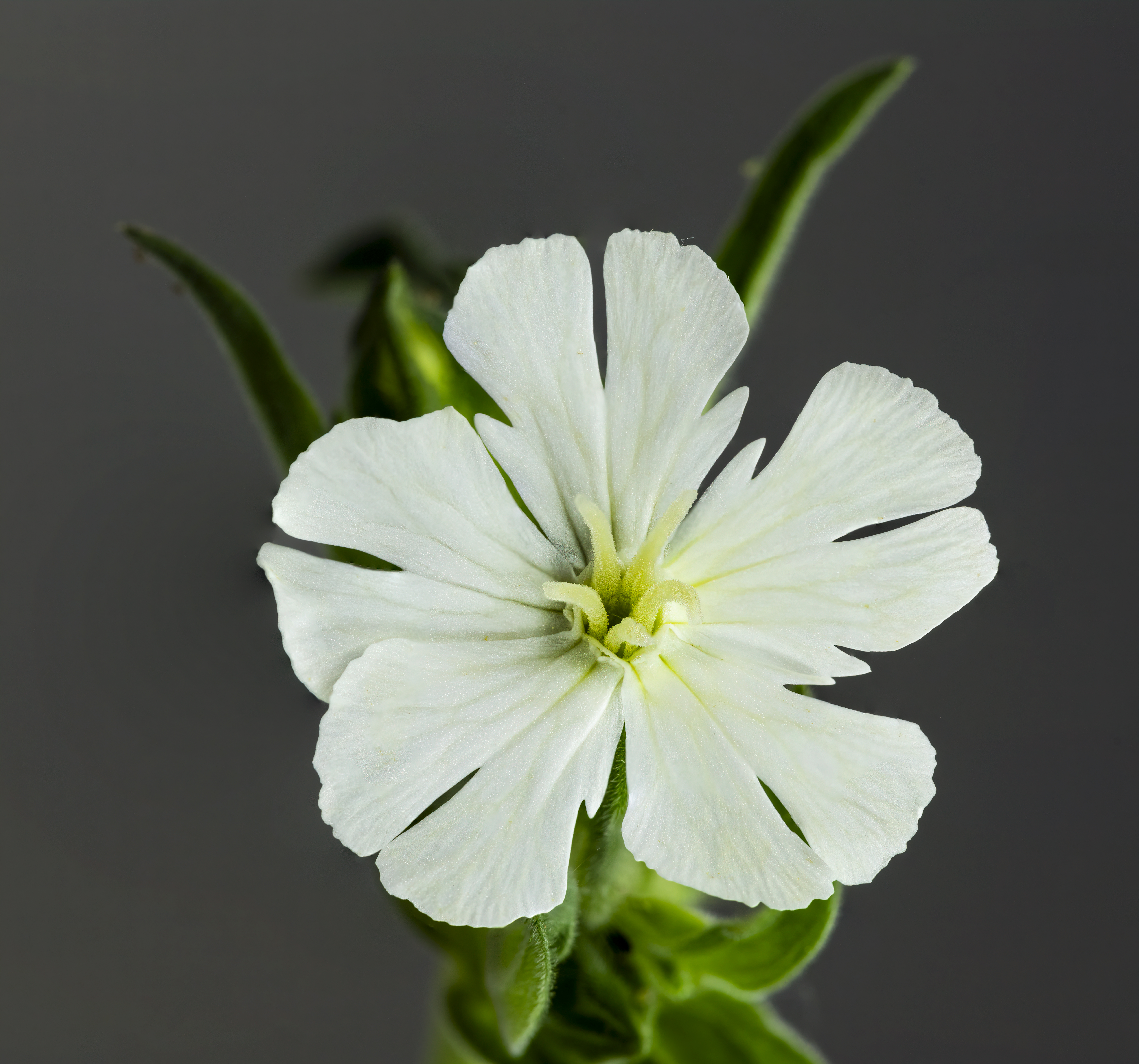
Silene latifolia ♀
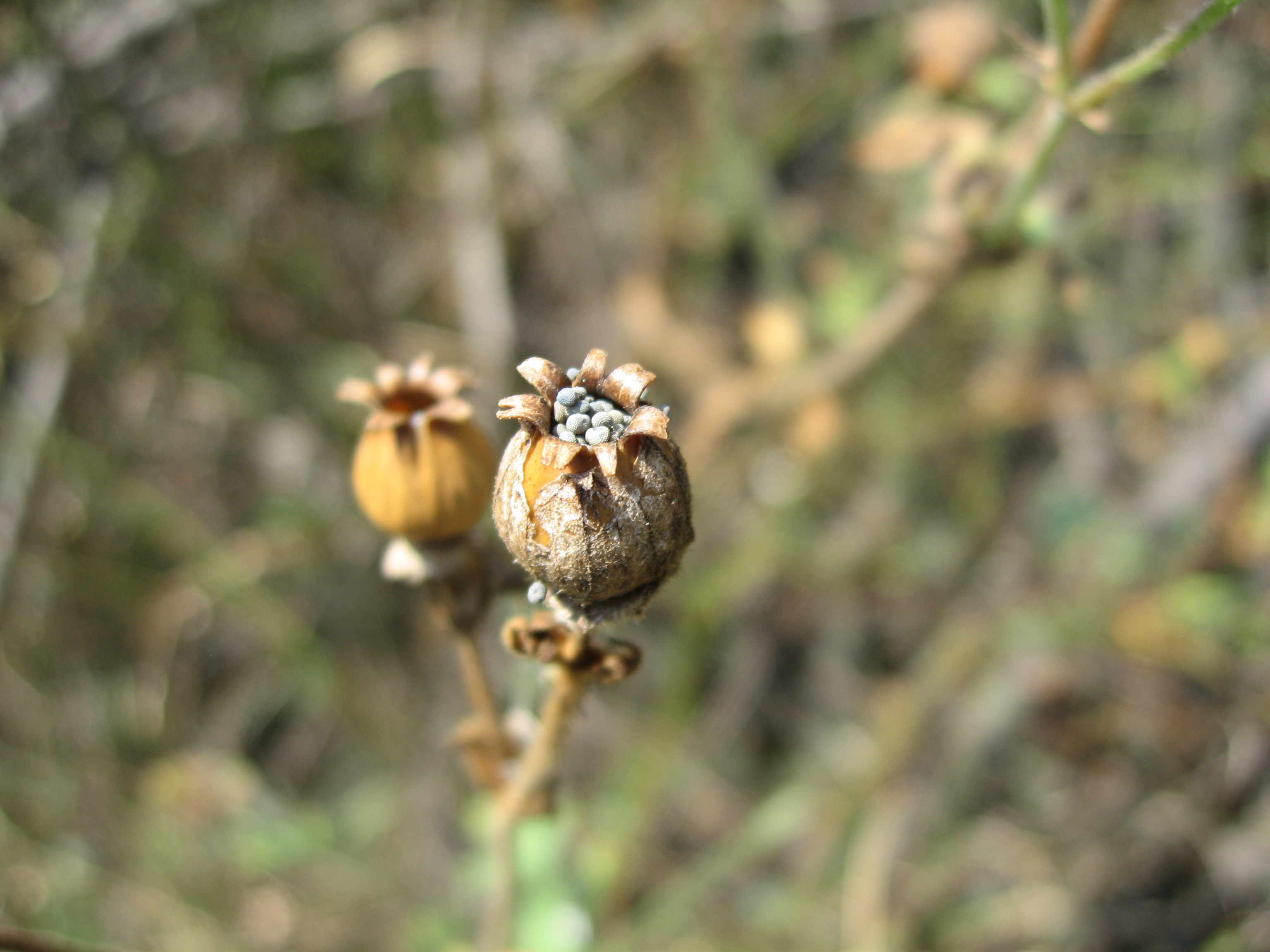
Плід смілки широколистої

## Розвиток
Сходить — у березні — травні, а також в кінці літа — на початку осені. Цвіте — на перший або другий рік життя з травня по серпень. Плодоносить — в червні — вересні. Плід — багатонасінна коробочка. Форма плоду — відкрита яйцеподібна. Форма насінини — ниркоподібно-овальна. Колір насіння — сірий з сизуватим відтінком. Розмір — довжина 1,25–1,75, ширина 1–1,25, товщина 0,75 мм, маса 1000 насінин — 0,5–0,7 грама.

## Біологічні особливості
Глибина проростання — не більше 1,5-2 см. Максимальна плодючість — до 14700 насінин.

## Екологія
Росте на луках, узліссях, вздовж лісосмуг, серед чагарників, як бур'ян у посівах, на городах, садах.

## Поширення
Це європейсько-середньоазійський вид. Поширений по всій Україні, засмічувач багаторічних трав і плодових насаджень.

## Хімічний склад
В корінні містяться сапоніни, вуглевод лактозиноза, в листі — 80 мг% аскорбінової кислоти, 26,5 мг% каротину; в наземній частині до цвітіння — близько 18% білка, 3,5% жиру, 16,5% клітковини.

## Використання
Рослина охоче поїдається на пасовищі великою рогатою худобою, та вівцями. В народній медицині коріння використовували при тахікардії, ревматизмі, хворобах нирок, безсонні, шлункових коліках, зубному болі, для припарок до затведлих фурункулів, гемороїдальних вузлів та пухлинах залоз з метою їх розм'ягчування і зняття больових відчуттів. Декоративний.

### У харчуванні
На Кавказі молоді зеленіючі пагони та паростки збирають і використовують в їжу замість цвітної капусти.

## Синоніми
| - Lychnis divaricata Rchb. - Lychnis × loveae B. Boivin - Lychnis macrocarpa Boiss. & Reut. - Lychnis pratensis Raf. - Lychnis vespertina Sibth. - Melandrium album (Mill.) Garcke - Melandrium boissieri Schischk. | - Melandrium dioicum subsp. album (Mill.) D.Löve - Melandrium latifolium (Poir.) Maire - Silene alba subsp. divaricata (Rchb.) Walters - Silene latifolia subsp. latifolia - Silene macrocarpa (Boiss. & Reut.) E.H.L.Krause - Silene pratensis subsp. divaricata (Rchb.) McNeill & C.Prantice |